# James Wallington
James Wallington est un boxeur américain né le 28 juillet 1944 et mort le 19 avril 1988.

## Carrière
Il participe aux Jeux olympiques d'été de 1968 dans la catégorie des super-légers et y remporte la médaille de bronze.